# Эспонтон

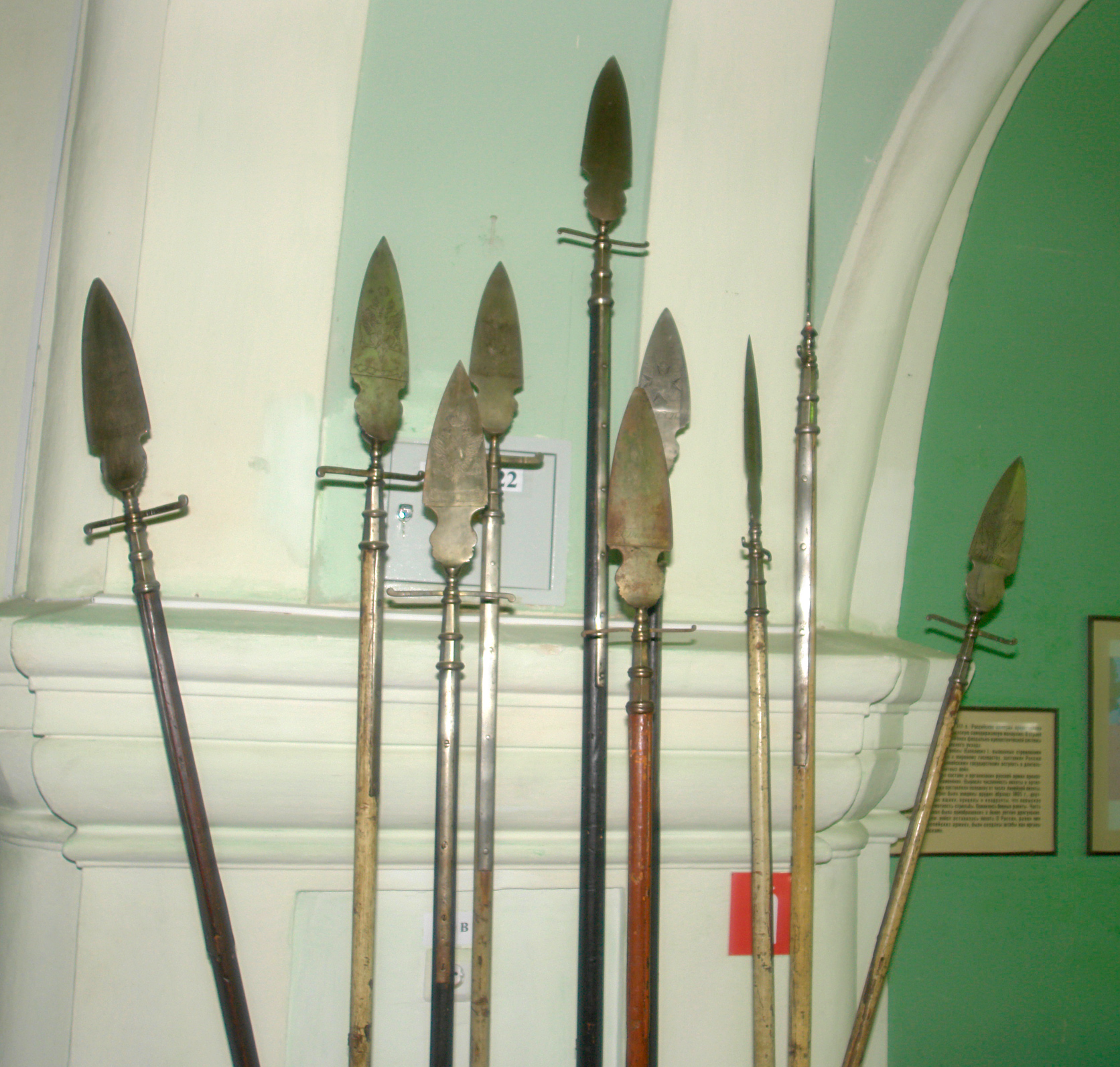
Эспонтоны пехотных офицеров русской армии. Конец XVIII — начало XIX века

Эспонто́н (фр. esponton от лат. espietus, spedus, spentum — копьё), Уменьшенный протазан — колющее древковое холодное оружие, состоящее из фигурного пера, тульи, крестовины между ними, помочей и длинного древка. Также знак различия.

## История
Эспонтон появляется в европейских армиях в XVI веке, являясь отличительным признаком офицеров. Такую же функцию в тот же период выполнял и протазан. И протазан, и эспонтон имели вид копья с широким наконечником, но если у протазана наконечник был в форме сильно вытянутого треугольника (позже добавились боковые элементы), то у эспонтона был широкий листовидный наконечник, напоминающий наконечники русских рогатин.
В русской армии эспонтоны появляются в 1731 году (до этого офицеры использовали протазаны). Ниже наконечника закреплялась кисть, у штаб-офицеров из золотых и серебряных шнуров, у обер-офицеров из цветных шелковых нитей. При Екатерине II они отменяются, при Павле I вновь возвращаются и окончательно отменяются в 1807 году.
Характеристики русского офицерского эспонтона — общая длина 2150 мм, длина наконечника 370 мм, ширина 80 мм, диаметр древка 30 мм, масса 1200 грамм.

## Галерея

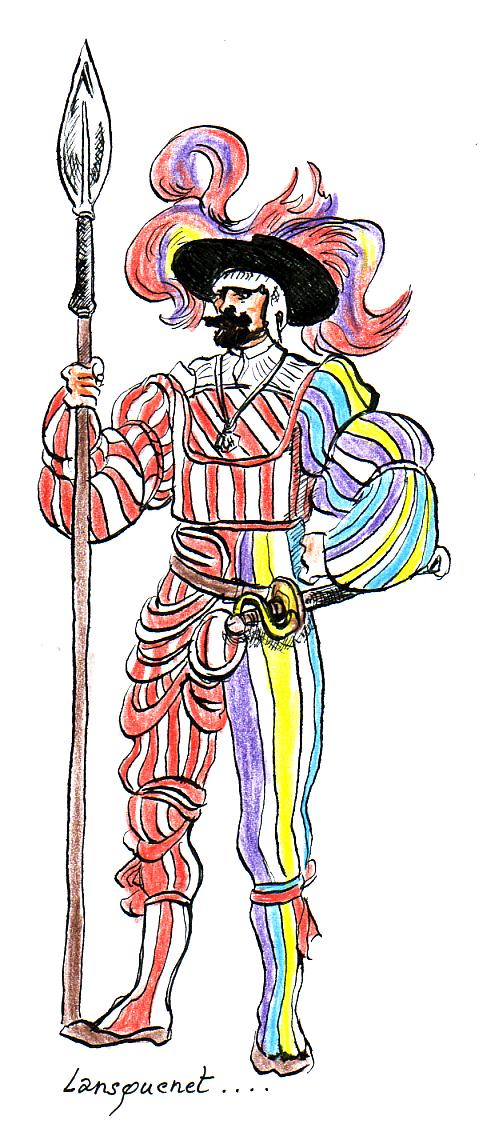
Ландскнехт с эспонтоном, начало XVI века.
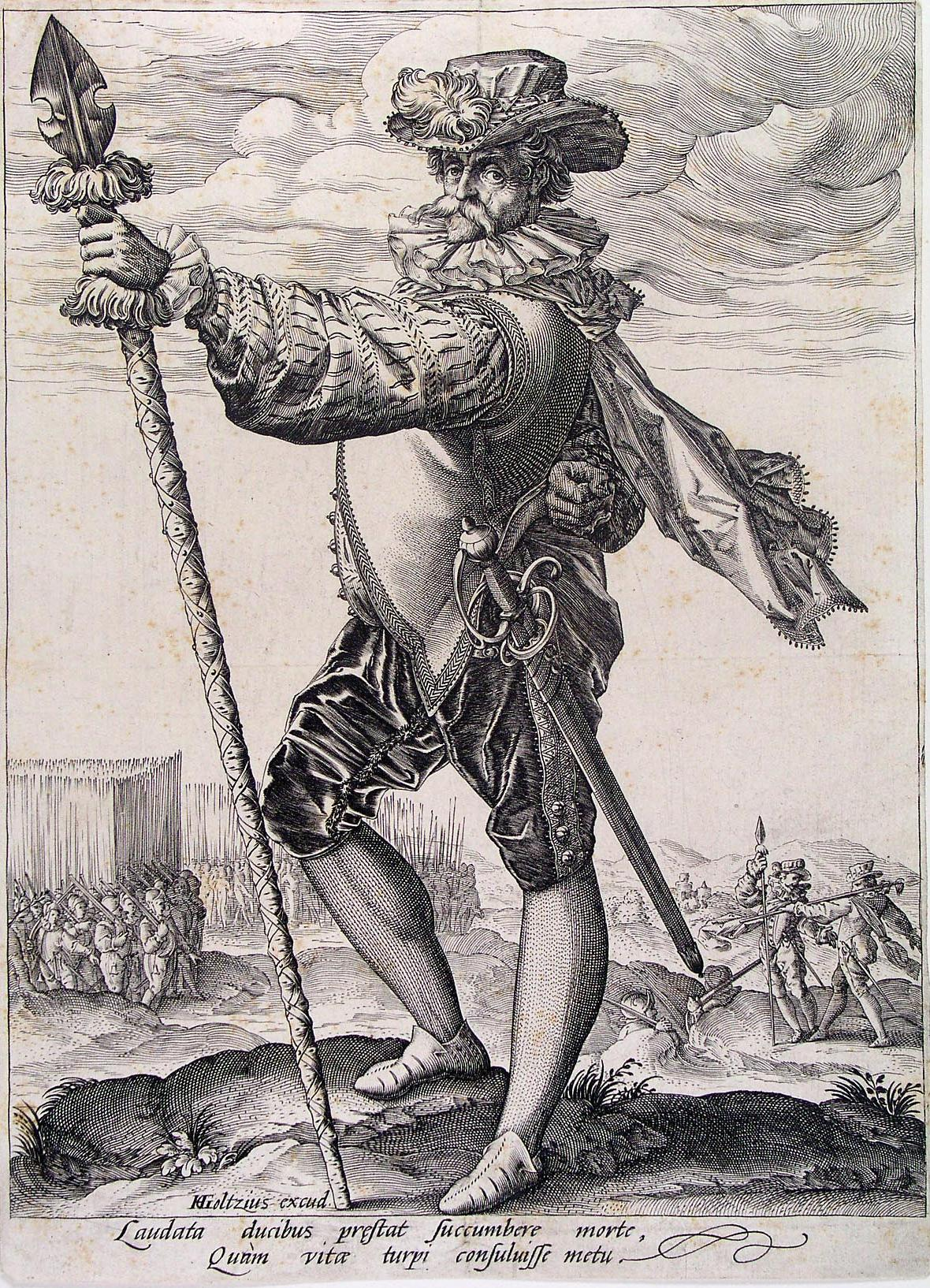
Офицер конца XVI в. с эспонтоном несколько необычной формы.
Офицер с эспонтоном, фрагмент картины 1635 года. Статус подтверждается надетым через плечо офицерским шарфом.
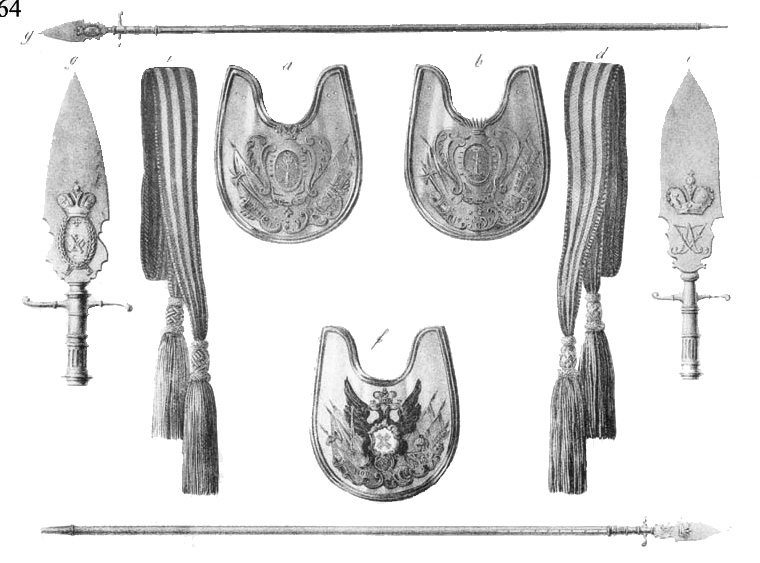
Офицерские знаки в Русской армии, Шарфы и Эспонтоны с 1732 по 1742 год: a и c Армейского и Гарнизонного офицера; b и d Армейского и Гарнизонного штаб-офицера; e Армейского и Гарнизонного офицера; f и g Гвардейского обер-офицера.
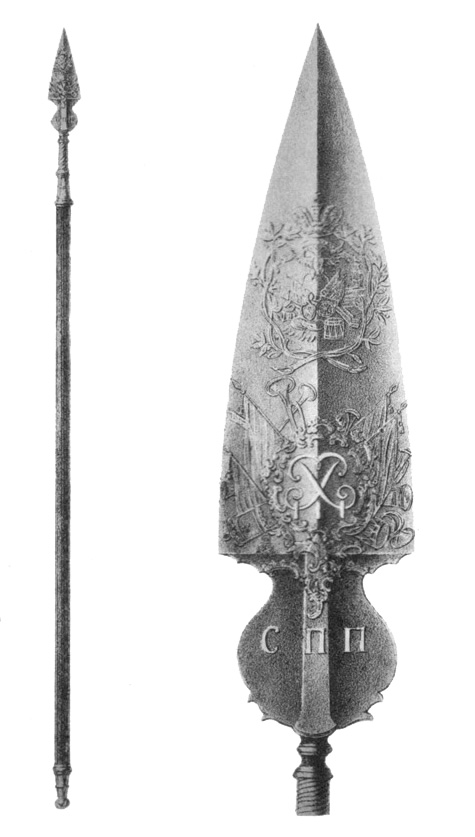
Эспонтон армейских офицеров русской армии, 1762 г.
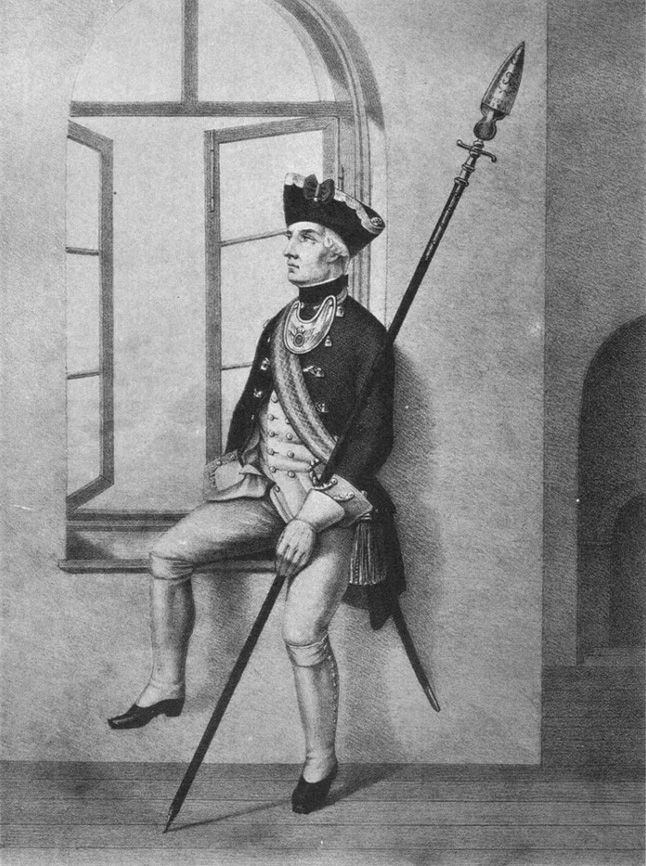
Пехотный офицер с эспонтоном, 1756-1761 гг.

- Офицерские знаки в Русской армии, Шарфы и Эспонтоны с 1732 по 1742 год:
a и c Армейского и Гарнизонного офицера;
b и d Армейского и Гарнизонного штаб-офицера;
e Армейского и Гарнизонного офицера;
f и g Гвардейского обер-офицера.
- Эспонтон армейских офицеров русской армии, 1762 г.
- Пехотный офицер с эспонтоном, 1756-1761 гг.